# Семёнов, Айуол Викторович
Айуол Викторович Семёнов — рядовой внутренних войск Министерства внутренних дел Российской Федерации, участник контртеррористической операции на Северном Кавказе, погиб при исполнении служебных обязанностей, кавалер ордена Мужества (посмертно).

## Биография
Айуол Викторович Семёнов родился 27 октября 1987 года в селе 1-е Кюлятцы Вилюйского района Якутской АССР (ныне — Усун Вилюйского улуса Республики Якутия). Был четвёртым ребёнком в семье. После окончания средней школы поступил в Якутский профессиональный лицей № 7, который окончил в 2006 году, получив специальности оператора электронно-вычислительной машины и бухгалтера-кассира. В 2007 году был призван на службу в Вооружённые Силы Российской Федерации. По прошествии года подписал контракт и был направлен для дальнейшего прохождения службы в 21-й отряд специального назначения «Тайфун».
Неоднократно командировался на Северный Кавказ, где принимал активное участие в ликвидации незаконных вооружённых формирований. За отличия в боевых действиях, высокий уровень боевой подготовки и воинской дисциплины неоднократно удостаивался благодарностей от командования, почётных грамот и ведомственных наград. В 2010 году, по истечении срока действия контракта, Семёнов уволился из внутренних войск, однако четыре года спустя вернулся на службу. Отлично освоил воинскую специальность снайпера, многократно побеждал в различных соревнованиях по пулевой стрельбе из снайперской винтовки.
Ночью 23 июня 2015 года Семёнов принимал участие в ликвидации группы сепаратистов в районе села Гимры Унцукульского района
Республики Дагестан. Более четырёх часов бойцы спецназа вели ожесточённый бой против боевиков. В той операции рядовой Семёнов прикрывал действия головного дозора. Обнаружив группу боевиков, он и его товарищи вступили в перестрелку с ними. Увидев, что противник пытается укрыться в бункере и таким образом получить выгодные условия для обороны, Семёнов дал указание своему напарнику остаться на месте и прикрыть действия основных сил, а сам выдвинулся на опасную позицию и привлёк на себя огонь врага. В том бою, приблизительно в 7 часов утра, он получил смертельное ранение и вскоре скончался. Его действия позволили разгромить группировку сепаратистов, захватить их хорошо оборудованную базу, минимизировав потери. Был уничтожен ряд боевиков, один из которых был опознан как находившийся в федеральном розыске лидер незаконного вооружённого формирования.
Указом Президента Российской Федерации от 28 декабря 2015 года № 667 рядовой Айуол Викторович Семёнов посмертно был удостоен ордена Мужества. Кроме того, он был награждён медалями «За отвагу», «За участие в боевых действиях на Северном Кавказе», памятными медалями «За службу в спецназе внутренних войск МВД России», «За участие в контртеррористической операции на Северном Кавказе», нагрудным знаком «За отличие в службе в МВД России» 2-й степени.

## Память
- В честь Айуола Семёнова названа улица в Вилюйске.
- В селе Усун Вилюйского улуса Республики Якутия, где Семёнов родился, в 2018 году ему был установлен памятник[4].
- В Вилюйской средней общеобразовательной школе № 3 создан школьный музей памяти выпускника[1].
- В 2016 году на здании войсковой части № 6767 в селе Сосновка Хабаровского района Хабаровского края установлена мемориальная доска в память о Семёнове[5].
- В 2017 году студия «Харысхал» сняла документальный фильм «Айыыуола-Айуол», посвящённый памяти рядового Семёнова[1].
- В Якутии ежегодно проводятся памятные мероприятия[6].